# Monarda pringlei
Monarda pringlei är en kransblommig växtart som beskrevs av Merritt Lyndon Fernald. Monarda pringlei ingår i släktet temyntor, och familjen kransblommiga växter. Inga underarter finns listade i Catalogue of Life.